# Remsen (Iowa)
Remsen è una città degli Stati Uniti d'America, situata nello Stato dell'Iowa, nella contea di Plymouth.